# مسا (کالیفرنیا)
مسا (به انگلیسی: Mesa) یک منطقهٔ مسکونی در ایالات متحده آمریکا است که در شهرستان اینیو، کالیفرنیا واقع شده‌است. مسا ۹٫۴۶۷ کیلومتر مربع مساحت و ۲۵۱ نفر جمعیت دارد و ۱٬۴۱۰٫۰۲ متر بالاتر از سطح دریا واقع شده‌است.